# Signar N. Bengtson
Signar N. Bengtson, folkbokförd Signar Natanael Bengtsson, född 8 augusti 1938 i Alingsås, är en svensk skulptör, grafiker och målare.
Bengtson och hans bror växte upp med föräldrar som var missionshusvaktmästare och flyttade under sina 16 första år mellan 15 olika orter. Hans mor ansåg att han borde bli skogvaktare eller konstnär. 
Bengtsson studerade vid Slöjdföreningens skola i Göteborg 1956-1960. Han har medverkat i utställningar i Skåne och Blekinge. Hans konst består av blomsterstilleben och  motiv med koppling till havet och båtar samt skulpturer utförda i trä ofta i form av båtar. Bengtsson är representerad vid Moderna museet i Stockholm och Kalmar konstmuseum. 
Bengtsson är bosatt i Karlshamn. Han är far till författaren Julia Svanberg.